# Katedrála svaté Sofie
Katedrála svaté Sofie či Katedrála Svaté moudrosti (ukrajinsky Софійський собор, je kamenný pravoslavný chrám v Kyjevě, postavený v polovině 11. století z podnětu Jaroslava Moudrého a jeho ženy. Ten jej dal založit roku 1037 na počest vítězství nad Pečeněhy na místě, kde stával jeho dřevěný předchůdce stejného zasvěcení. Dnes slouží jako muzeum. Délka pětilodní stavby činí 37 metrů, šířka 55 metrů a výška od podlahy do vrcholu centrální kopule 29 metrů.

## Zasvěcení
Chrám byl zasvěcen stejně jako jeho vzor Hagia Sofia v Konstantinopoli Boží Svaté (hagios - svatý) moudrosti, což je doslovný překlad řeckého výrazu. Byl katedrálou kyjevského metropolity a kromě božské liturgie se zde konaly také slavnostní ceremonie, například knížata Kyjevské Rusi tu dávala audienci zahraničním delegacím. Za dobu své existence byl několikrát poničen, zvláště pak roku 1240 po dobytí Kyjeva Tatary.

## Historie
V letech 1685–1707 byl přestavěn ve stylu ukrajinského baroka. Kopule získaly hruškovitý tvar a z původních třiceti kopulí jich zůstalo zachováno jen devatenáct. V roce 1889 došlo k přestavbě západního průčelí a byla vybudována chrámová předsíň.
Během protináboženské kampaně v Sovětském svazu v roce 1920 byla plánována destrukce chrámu, ale nakonec byla stavba společně s přilehlými objekty z 18. století prohlášena historicko-architektonickou rezervací. Dnes je součástí světového dědictví UNESCO a jedním ze sedmi divů Ukrajiny.
V interiéru se nachází řada fresek, které v minulosti zaujímaly plochu zhruba 5 000 metrů čtverečních (dnes různé zdroje udávají 2 až 3 metry čtvereční různě zachovalých originálních fresek z 11. století) a mozaik, které v minulosti zaujímaly plochu 640 metrů čtverečních (dnes 260). Jsou na nich vyobrazeni vladaři, náboženské a lovecké motivy. Známé je vyobrazení Jaroslava Moudrého a jeho rodiny.
V katedrále byla pohřbívána kyjevskoruská knížata, dodnes se však zachoval jen sarkofág s ostatky Jaroslava Moudrého.